# Projekt „Momentum”
Projekt „Momentum” (ang. Momentum) – amerykańsko-niemiecki thriller z 2003 roku w reżyserii Jamesa Seale’a.

## Fabuła
Grupa ludzi posiadających zdolności telekinetyczne, którym przewodzi Adrian Gelger (Michael Massee), dokonuje napadu. Agenci FBI Jordan Ripps (Teri Hatcher) i Frank McIntyre nie wierzą w ich paranormalne umiejętności. Były agent Raymond Addison (Louis Gossett Jr.) zna jednak tajemnicę Geigera.

## Obsada
- Louis Gossett Jr. jako Raymond Addison
- Teri Hatcher jako Jordan Ripps
- Grayson McCouch jako Zachary Shefford
- Michael Massee jako Adrian Geiger
- Nicki Lynn Aycox jako Tristen Geiger
- Carmen Argenziano jako Frank McIntyre
- Morocco Omari jako Lincoln
- Zahn McClarnon jako Hawk
- Daniel Dae Kim jako agent Frears
- Alexondra Lee jako Brooke
- Zach Galligan jako dyrektor Hammond
- Brad Greenquist jako Martin Elias
- Hayden Tank jako Josh